# Sió
Le Sió est une rivière du centre de la Hongrie, et un affluent du Danube.

## Géographie
C'est l'émissaire du lac Balaton. Il s'écoule hors du lac, dans la ville de Siófok, par une écluse à deux branches permettant de réguler le niveau du lac, qui était autrefois très variable alors même que le lac est très peu profond. Le long de son cours, il reçoit les affluents Kapos et Sárvíz, arrose la ville de Szekszárd et, quelques kilomètres à l'est de la ville, se jette dans le Danube. Le Sió traverse les comtés hongrois de Somogy, Fejér et Tolna.

## Histoire
Après la conquête de la Pannonie par Rome, un premier canal est creusé afin d'assécher les marécages environnants.
Au XIXe siècle, le canal est relié au Danube et le cours de l'eau inversé.